# Hôtel Le Pelletier de Souzy
El hôtel Le Pelletier de Souzy o Le Peletier de Souzy  es un mansión privada, ubicado en el número 76 de la rue des Archives, en el III Distrito de París. Está registrado como monumento histórico desde el 12 de juillet de 1982.